# 旺特莱
旺特莱（法語：Ventelay，法語發音：[vɑ̃tlɛ]）是法国马恩省的一个市镇，属于兰斯区。

## 地理
旺特莱（49°20'28"N, 3°47'55"E）面积14.74 平方千米，位于法国大東部大區马恩省，该省份为法国东北部内陆省份，北起阿登省，西北接埃纳省，西南接塞纳-马恩省，南至奥布省，东南接上马恩省，东临默兹省。
与旺特莱接壤的市镇（或旧市镇、城区）包括：孔瑟夫勒、居扬库尔、默里瓦勒、鲁西、布旺库尔、韦勒河畔蒙蒂尼、罗曼。

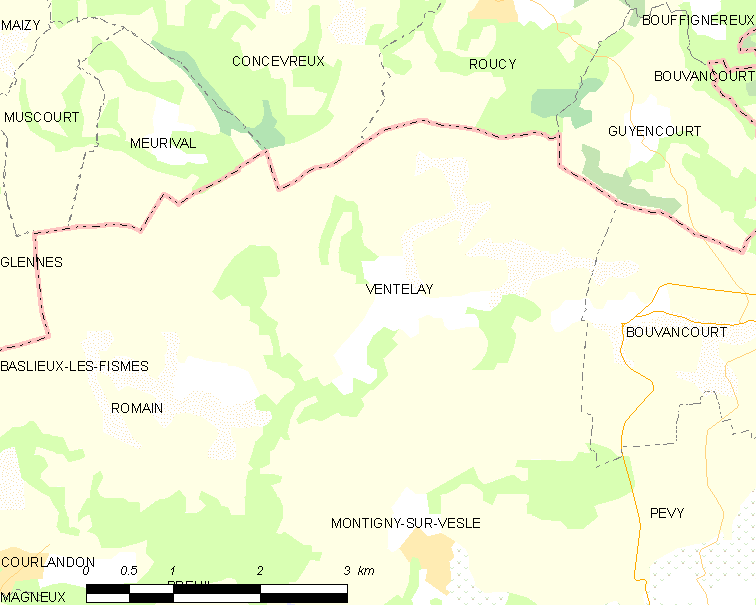
旺特莱的OSM定位图

旺特莱的时区为UTC+01:00、UTC+02:00（夏令时）。

## 行政
旺特莱的邮政编码为51140，INSEE市镇编码为51604。

## 政治
旺特莱所属的省级选区为菲姆-兰斯山县。

## 人口

1962-2008年间旺特莱人口变化图示

旺特莱于2022年1月1日时的人口数量为254人。